# Ivica Osim
Ivica Osim (Szarajevó, 1941. május 6. – Graz, 2022. május 1.) Európa-bajnoki ezüstérmes jugoszláv válogatott bosnyák labdarúgó, középpályás, edző.

## Pályafutása

### Klubcsapatban
1959 és 1970 között a Željezničar labdarúgója volt, közben 1968-ban a holland Zwolle játszott. A szarajevói csapattal az 1961–62-es idényben a jugoszláv bajnokság másodosztályának nyugati csoportjában bajnok lett. 1970 és 1978 között Franciaországban játszott. 1970 és 1972 között a Strasbourg, 1972 és 1975 között a Sedan, 1975–76-ban a Valenciennes, 1976 és 1978 között ismét a Strasbourg játékosa volt. Az RC Strasbourg együttesével az 1976–77-es idényben a francia bajnokság másodosztályában bajnok lett.

### A válogatottban
1964 és 1969 között 16 alkalommal szerepelt a jugoszláv válogatottban és nyolc gólt szerzett. Részt vett az 1964-es tokiói olimpián, ahol hatodik helyen végzett a csapattal. 1964. október 13-án Marokkó ellen mutatkozott be Jokohamában egy olimpiai csoportmérkőzésen, ahol 3–1-es jugoszláv győzelem született.  Tagja volt az 1968-as Európa-bajnokságon ezüstérmet szerzett együttesnek. Utoljára 1969. április 30-án Barcelonában a spanyol válogatott ellen lépett pályára, ahol 2–1-s hazai győzelem született.

### Edzőként
1978 és 1986 között a Željezničar vezetőedzője volt. Az 1984–85-es idényben elődöntőig jutott a csapattal az UEFA-kupában. Az elődöntőben második mérkőzésen a Videoton a 88. percben szerezte meg a továbbjutást jelentő gólt. 1986 és 1992 között a jugoszláv válogatott szövetségi kapitánya volt. 1988-ban a szöuli olimpián és az 1990-es olaszországi világbajnokságon irányította a csapat szakmai munkáját. Az olimpián a csoportkörben, a világbajnokságon a negyeddöntőben esett ki Argentína ellen esett ki egy 0–0-s mérkőzés utáni tizenegyespárbajban. Összesen 53 mérkőzésen irányította a válogatottat. Mérlege: 27 győzelem, 11 döntetlen és 15 vereség volt.
1991–92-ben a Partizan, 1992 és 1994 között a görög Panathinaikósz, 1994 és 2002 között az osztrák Sturm Graz vezetőedzője volt. A Partizannal jugoszláv, a Panathinaikósszal görög kupagyőzelmet ért el. A Sturm Graz csapatával két osztrák bajnoki címet és három kupagyőzelmet szerzett.
2003 és 2007 között Japánban dolgozott. 2003 és 2006 között a JEF United Chiba, 2006–07-ben a japán válogatott szakmai munkáját irányította. A 2007-es Ázsia-kupán negyedik helyezést ért el a csapattal.

## Sikerei, díjai
- Felkelő Nap érdemrend – 4. fokozat (Japán, 2016)

### Játékosként
Jugoszlávia
- Európa-bajnokság
  - ezüstérmes: 1968, Olaszország

 Željezničar
- Jugoszláv bajnokság – másodosztály (nyugat)
  - bajnok: 1961–62

 Strasbourg
- Francia bajnokság – másodosztály
  - bajnok: 1976–77

### Edzőként
Željezničar
- UEFA-kupa
  - elődöntős: 1984–85

 Partizan
- Jugoszláv kupa
  - győztes: 1992

 Panathinaikósz
- Görög kupa
  - győztes: 1993
- Görög szuperkupa
  - győztes: 1993

 Sturm Graz
- Osztrák bajnokság
  - bajnok (2): 1997–98, 1998–99
- Osztrák kupa
  - győztes (3): 1996, 1997, 1999
- Osztrák szuperkupa
  - győztes (3): 1996, 1998, 1999

 JEF United Chiba
- Japán ligakupa
  - győztes: 2005

## Statisztika

### Mérkőzései a jugoszláv válogatottban
| Jugoszlávia | Jugoszlávia          | Jugoszlávia                          | Jugoszlávia                 | Jugoszlávia | Jugoszlávia   | Jugoszlávia          | Jugoszlávia | Jugoszlávia |
| #           | Dátum                | Helyszín                             | Hazai                       | Eredmény    | Vendég        | Kiírás               | Gólok       | Esemény     |
| ----------- | -------------------- | ------------------------------------ | --------------------------- | ----------- | ------------- | -------------------- | ----------- | ----------- |
| 1.          | 1964. október 13.    | Jokohama, Micuzava stadion (JPN)     | Marokkó                     | 1 – 3       | Jugoszlávia   | olimpiai B csoport   | -           |             |
| 2.          | 1964. október 15.    | Tokió, Komazawa stadion (JPN)        | Magyarország                | 6 – 5       | Jugoszlávia   | olimpiai B csoport   | 2           | 1' 82'      |
| 3.          | 1964. október 18.    | Tokió, Csicsibu Herceg Stadion (JPN) | Egyesült Német Csapat (EUA) | 1 – 0       | Jugoszlávia   | olimpiai negyeddöntő | -           |             |
| 4.          | 1964. október 20.    | Oszaka, Nagai stadion                | Japán                       | 1 – 6       | Jugoszlávia   | olimpiai helyosztó   | 2           | 29' 59'     |
| 5.          | 1964. október 22.    | Oszaka, Nagai stadion (JPN)          | Románia                     | 3 – 0       | Jugoszlávia   | olimpiai 5. helyért  | -           |             |
| 6.          | 1964. október 28.    | Tel-Aviv, Bloomfield stadion         | Izrael                      | 2 – 0       | Jugoszlávia   | barátságos           | -           | 46'         |
| 7.          | 1965. április 18.    | Belgrád, Crvena zvezda stadion       | Jugoszlávia                 | 1 – 0       | Franciaország | vb-selejtező         | -           |             |
| 8.          | 1967. október 7.     | Hamburg, Volksparkstadion            | NSZK                        | 3 – 1       | Jugoszlávia   | Eb-selejtező         | -           |             |
| 9.          | 1967. november 1.    | Rotterdam, Feijenoord Stadion        | Hollandia                   | 1 – 2       | Jugoszlávia   | barátságos           | 1           | 81'         |
| 10.         | 1967. november 12.   | Belgrád, JNA Stadion                 | Jugoszlávia                 | 4 – 0       | Albánia       | Eb-selejtező         | 2           | 48' 81'     |
| 11.         | 1968. április 6.     | Marseille, Stade Vélodrome           | Franciaország               | 1 – 1       | Jugoszlávia   | Eb-selejtező         | -           |             |
| 12.         | 1968. április 24.    | Belgrád, Crvena zvezda stadion       | Jugoszlávia                 | 5 – 1       | Franciaország | Eb-selejtező         | -           |             |
| 13.         | 1968. június 5.      | Firenze, Stadio Comunale (ITA)       | Anglia                      | 0 – 1       | Jugoszlávia   | Eb-elődöntő          | -           |             |
| 14.         | 1968. szeptember 25. | Belgrád, JNA Stadion                 | Jugoszlávia                 | 9 – 1       | Finnország    | vb-selejtező         | 1           | 62'         |
| 15.         | 1968. október 16.    | Anderlecht, Stade Émile Versé        | Belgium                     | 3 – 0       | Jugoszlávia   | vb-selejtező         | -           |             |
| 16.         | 1969. április 30.    | Barcelona, Camp Nou                  | Spanyolország               | 2 – 1       | Jugoszlávia   | vb-selejtező         | -           |             |
|             | Összesen             |                                      |                             | 16          | mérkőzés      |                      | 8           | gól         |

### Edzői statisztika
| Csapat           | Kezdet            | Befejezés        | Adatok | Adatok | Adatok | Adatok | Adatok |
| Csapat           | Kezdet            | Befejezés        | Mérk.  | Gy     | D      | V      | %      |
| ---------------- | ----------------- | ---------------- | ------ | ------ | ------ | ------ | ------ |
| Željezničar      | 1978 június       | 1986 május       | 301    | 118    | 81     | 102    | 39,20  |
| Jugoszlávia      | 1986. április 30. | 1992 március 25. | 53     | 27     | 11     | 15     | 50,94  |
| Partizan         | 1991 július       | 1992 július      | 42     | 29     | 5      | 8      | 69,05  |
| Panathinaikósz   | 1992 június       | 1994 március     | 71     | 47     | 11     | 13     | 66,20  |
| Sturm Graz       | 1994 június       | 2002 szeptember  | 383    | 207    | 81     | 95     | 54,05  |
| JEF United Chiba | 2003 január       | 2006 július      | 142    | 69     | 40     | 33     | 48,59  |
| Japán            | 2006 július       | 2007 november    | 20     | 13     | 2      | 5      | 65,00  |
| Összesen         | Összesen          | Összesen         | 1 012  | 510    | 231    | 271    | 50,40  |